# Uppvidinge (comuna)
Uppvidinge (em sueco: Uppvidinge kommun) é uma comuna da Suécia localizada no condado de Cronoberga. Sua capital é a cidade de Åseda. Possui 1 172 quilômetros quadrados e segundo censo de 2018, havia 9 581 habitantes.